# Pharming (biologie)
 (mars 2023).
Si vous disposez d'ouvrages ou d'articles de référence ou si vous connaissez des sites web de qualité traitant du thème abordé ici, merci de compléter l'article en donnant les références utiles à sa vérifiabilité et en les liant à la section « Notes et références ».
Le pharming désigne l'utilisation d'organismes génétiquement modifiés pour exprimer une protéine d'intérêt pharmaceutique.

## Étymologie
Pharming est une contraction des termes anglais pharmacy et farming.

## Molecular pharming
Le molecular pharming est l'application du pharming aux plantes cultivées. Cette discipline a été particulièrement médiatisée à la fin des années 1990 avec le tabac transgénique producteur d'hémoglobine.